# Vera Kolésnikova (gimnasta)
Vera Kolésnikova (Perlevka, Rusia, 7 de octubre de 1968) es una gimnasta artística rusa, campeona mundial en 1985 en el concurso por equipos, compitiendo con la Unión Soviética.

## 1985
En el Mundial de Montreal 1985 gana el oro en el concurso por equipos, por delante de Rumania (plata) y Alemania del Este (bronce), siendo sus compañeras de equipo: Irina Baraksanova, Olga Mostepanova, Oksana Omelianchik, Yelena Shushunova y Natalia Yurchenko.